# Yamaha YZF-R15
La Yamaha YZF-R15 es una  motocicleta deportiva, hecha por Yamaha Motor Company desde 2008.

## Especificaciones
La R-15 es una motocicleta derivada de la Yamaha YZF R6 que se vende en Indonesia como la Yamaha V-IXION, sin modificaciones en el motor y chasis. El motor fue optimizado para maximizar el la potencia y par motor. Además de chasis Deltabox, se incorporó una caja de 6 marchas.
El motor tiene 155 cc con un solo cilindro de 4 tiempos, cuatro válvulas SOHC, con una potencia de 16,9 BHP a 10 500 rpm. El diámetro y la carrera del motor son 57 mm (2,2 plg) × 58,7 mm (2,3 plg). El radiador está ubicado en la parte frontal del motor con un ventilador justo detrás de él. La reserva del líquido refrigerante se encuentra ubicada en la parte izquierda, arriba, detrás del radiador. Cuenta con una transmisión de seis marchas con un acoplamiento constante y embrague multidisco húmedo. La motocicleta tiene un disco de 270 mm con mordazas de dos pistones en la parte delantera y un disco de 220 mm de una sola mordaza de pistón en la parte trasera. Ambos frenos son hechos por Nissin o BYBRE.
Cuenta con una suspensión multibrazo en la parte trasera, mientras que la suspensión delantera es de tenedor telescópico doble. La moto dispone de un doble faro como otras motos de la serie R, y con carenado para mejorar la aerodinámica.
En 2011, Yamaha India lanzó un nuevo modelo, al que llama R15 v2.0, con algunos cambios en el chasis, el cuerpo, los tamaños de las llantas, el brazo oscilante (modelos como R6), dimensiones de neumáticos y cambios menores en el sistema de la ECU. Los neumáticos originales del R15 son 80/90-17 el delantero, y 100/80-17 el trasero, mientras que la versión 2.0 cuenta con los neumáticos radiales de tamaño 90/80-17 para la parte delantera y 130/70-R17 para la trasera.
Luego se actualizó al modelo R15 V3.0, el cual tuvo cambios significativos en el chasis, el brazo basculante, un diseño más aerodinámico, similar a sus hermanas R6 y R1, tecnología de faros led, velocímetro completamente digital, freno delantero firmado por Brembo bajo su marca Bybre, con un disco que pasó de 267 mm de diámetro en la versión 2.0 a 282 mm en la versión 3.0, freno trasero Nissin con un disco de 220 mm de diámetro y ABS de doble canal de la marca Bosch. La suspensión delantera convencional aumentó su diámetro para mayor estabilidad. Sus ruedas son 140/70-17 en la parte trasera y 100/80-17 en la parte delantera. Se incorporó un embrague antirrebote asistido para una conducción más deportiva y segura. Su motor tuvo ciertas modificaciones para mantener la normativa ambiental y, a su vez, aumentar notoriamente su potencia: pasó de 149 a 155 cc, incluyendo el sistema VVA (válvula de apertura variable, por sus siglas en inglés), el cual permite una entrega de par lineal de 14,7 nm desde el inicio del cuentarrevoluciones hasta las 8500 rpm. Este sistema permitió un aumento en la potencia, pasando de 16,9 hp a 8500 rpm en la versión 2.0 a 19,3 hp a 10 000 rpm en la versión 3.0. Su velocidad máxima es de 146 km/h.
En el año 2021, hubo una cuarta actualización (V4.0), con versiones base y modelos más equipados, como la versión Racing Blue y R15M. Este modelo de R15 v4.0 tuvo una renovación en el diseño, muy similar al modelo R7, y una adaptación en el sistema de escape para cumplir las normativas ambientales, pasando de 19,3 hp en la versión 3.0 a 18,3 hp en la versión 4.0. La pérdida de potencia no es notoria debido a la optimización del sistema de inyección. Se le incorporó un sistema de control de tracción. La suspensión delantera ahora es invertida, firmada por KYB. También se incorporó un nuevo tablero digital con la tecnología Yamaha Conect, que permite visualizar en el teléfono inteligente el estado de la moto y mantenimientos, entre otros, así como ver en el tablero notificaciones y llamadas entrantes. Para las versiones Racing Blue y R15M, se incorporó un sistema de cambio de marchas rápido (QuickShifter) que permite una conducción más deportiva sin perder potencia entre marchas.